# Euploea sacerdotalis
Euploea sacerdotalis är en fjärilsart som beskrevs av Hans Fruhstorfer 1910. Euploea sacerdotalis ingår i släktet Euploea och familjen praktfjärilar. Inga underarter finns listade i Catalogue of Life.